# Герман Феттінгер
Герман Феттінгер (народився 9 лютого 1877, Нюрнберг — † 28 квітня 1945, Берлін) — німецький інженер, винахідник і професор університету.

## Життєпис
Герман Феттінгер вивчав електротехніку в Мюнхенському технічному університеті з 1895 по 1899 рік.
Потім він працював спочатку конструктором, а потім керівником випробувань на верфі AG Vulcan Stettin. До сфери його відповідальності входило, серед іншого: випробування та впровадження нових парових турбін.
У 1904 році він здобув докторський ступінь у Мюнхені з дисертацією про ефективну потужність двигуна та ефективний крутний момент та їх експериментальне визначення, приділяючи особливу увагу двигунам великих суден. Частиною роботи став так званий торсіонний індикатор, який вперше дозволив зафіксувати потужність, що подається на гвинт судна під час роботи. Це також був один з його перших патентів (№ 165347 від 8 листопада 1904 р.).
У цей час він розробив гідродинамічний гідротрансформатор. Так званий оригінальний патент (DRP № 221422 від 24 червня 1905 р.) закріпив назву конвертер Фьоттінгера або коробка передач Фьоттінгера, яка використовується і сьогодні. Це поєднання насоса і турбіни в одному компоненті. Між ними також є фіксоване натяжне колесо. На відміну від цього, зчеплення Föttinger не вимагає направляючого колеса і було запатентовано в той же час AG Vulcan Stettin (DRP № 238804 від 24 червня 1905 р.).
Пізніше так звану коробку передач «Trilok» розробили колишні співробітники Föttinger Вільгельм Шпаннгаке (1881—1959), Ганс Клюге (1881—1958) і Курт фон Санден (1885—1976) (патент № 558445 від 18 червня 1929 року), який в принципі поєднує в собі перетворювач Фьоттінгера та муфту Фьоттінгера, з тією різницею, що статор може працювати як у вільному ході (муфта), так і в нерухомому стані (конвертор). У подальшому розвитку це використовується, наприклад, в автоматичних автомобільних коробках передач.
У 1909 році Феттінгера запросили до Гданського технологічного університету, де він заснував інститут динаміки рідин. У 1924 році він був призначений на кафедру фізики рідин і турбомашин Берлінського технічного університету. Він викладав тут до самої смерті від осколків у квітні 1945 р. Його могила знаходиться на кладовищі Вільмерсдорф.
За своє життя він подав заявку або отримав понад сто патентів.
Фьоттінгер здійснив перехід від класичних теоретичних основ механіки рідини від Леонарда Ейлера через Вільяма Джона Маккуорна Ранкіна та Германа фон Гельмгольца до їхніх поточних застосувань у граничному шарі, аеродинамічному профілі та теорії руху.
Герман Феттінгер був членом Асоціації німецьких інженерів (VDI).[2]
У 1942 році він отримав медаль Гете за мистецтво і науку.